# La pointe courte
La pointe courte è un film del 1955 diretto da Agnès Varda.

## Trama
Una giovane coppia di Parigi si ritrova in vacanza nel paese natale dell'uomo, Pointe Courte, borgo di pescatori accanto a Sète sulla costa mediterranea. Sarà l'occasione per mettere a punto un matrimonio con qualche problema. Il tutto nel grande contrasto che vede la loro storia svilupparsi tra filosofia e affetti a contatto con la dura e amara vita dei locali alleggerita  da momenti sociali o di festa, in particolare viene messa in scena la grande partecipazione popolare alle giostre nautiche di Sète.

## Accoglienza
Georges Sadoul a metà degli anni Sessanta scrive: «Il vero primo film della Nouvelle Vague, che ha anche tutte le qualità e qualche difetto di una grande fotografia». D'altra parte, come ebbe modo di scrivere poco dopo l'uscita del film Jean Douchet, il «mestiere di Agnès Varda, non dimentichiamolo, è la fotografia», e, ancora nel 2025, Cahiers du cinéma ricordava la genesi fotografica dei film di Varda, in particolare riferendosi tra l'altro alle marcature del film.